# Fabrice Hervieu
Compléments
Fondateur de la maison d'édition Le Grand Saut - Le Laboratoire de l'ascenseur social
Fabrice Hervieu, né le 6 octobre 1964 à Boulogne-Billancourt (Hauts-de-Seine), est un journaliste, auteur et éditeur français, expert des systèmes éducatifs et de l'égalité des chances.

## Biographie

### Un observateur du système éducatif français
Fabrice Hervieu est diplômé de l'université Paris-Nanterre (UPN) et du Centre de formation des journalistes de Paris (CFJ). Spécialisé sur les domaines de l'éducation, de l'enseignement et de l'égalité des chances, il travaille d'abord dix ans à Paris comme journaliste pour différentes rédactions de la presse magazine spécialisée, comme Phosphore, Enfant d'abord, Le Monde de l'éducation, Psychologies, Sciences humaines, Marianne et Le Monde diplomatique pour ensuite occuper le poste de rédacteur en chef de la revue L'École des parents.

### De l'international à l'interculturel
Il mène des enquêtes sur les systèmes éducatifs étrangers à Rio, Berlin, Hong-Kong, San Francisco, La Havane, Parakou (Bénin), Moscou, Bangalore, Darwin, Belfast, Amsterdam, Dakar, Louvain-La-Neuve et Rurutu (Polynésie française).
Il réalise des missions de consultance pour les Nations unies, notamment pour l'Unesco et l'Unicef en Afrique de l'Ouest (Sénégal, Côte d'Ivoire, Mali). Par ailleurs, il devient rédacteur en chef Société de l'hebdomadaire Jeune Afrique. De cette expérience africaine, il publie une encyclopédie sur les 54 pays du continent intitulée L'Afrique. De l'Algérie au Zimbabwe (Gallimard Jeunesse, 2014). Un documentaire grand format incluant des éléments historiques, géographiques, culturels et journalistiques, qui a pour ambition de présenter le continent dans toute sa richesse, sa diversité et sa complexité à un public de lycéens et d'étudiants.

### La transmission, une thématique centrale
Auteur d'une dizaine de livres, il publie le Guide du jeune enseignant aux éditions Sciences humaines qui connaît sa sixième réédition en 2019,. Outil de travail des enseignants qui débutent le métier, l'ouvrage livre les bonnes pratiques et les références pédagogiques pour faire face à la situation d'enseignement. Il fait paraître Une grande école pourquoi pas moi ? Le droit au mérite (Armand Colin, 2011), pour le compte de l’ESSEC Business School, un ouvrage sur l’utilité et le succès des dispositifs d’égalité des chances en France. Où comment rendre possible des parcours d’excellence pour des jeunes qui n’auraient jamais imaginé les atteindre et faire en sorte que le droit au mérite redevienne réalité. Á ce titre, il intervient plusieurs années de suite comme formateur dans le programme Cap ESSEC (2011-2013), un dispositif mis en place par la grande école de management pour faire réussir les jeunes méritants de milieu populaire.
Il est aussi l'auteur d'Une boussole pour la vie. Les nouveaux rites de passage (Albin Michel, 2005), préfacé par l'ethnopsychiatre Tobie Nathan, un essai qui milite pour la réintroduction de l’initiation et de l’expérientiel dans nos approches éducatives contemporaines trop axées sur l’instruction. Pour donner la possibilité aux nouvelles générations de traverser un monde chargé de sens à l’aide d’expériences fortes et positives adaptées à notre époque et destinées à les faire grandir.
En 2018, il cofonde Le Grand Saut, la première maison d’édition dédiée à la réussite des jeunes méritants dans l’enseignement supérieur grâce aux soft skills. Résidant entre la France et l’Afrique de l’Ouest, en partenariat avec des centres de recherche universitaires, il opérationnalise aujourd'hui des solutions concrètes et durables pour contribuer à réparer l’ascenseur social.

## Vie privée
Fabrice Hervieu est descendant direct de Philippe-Laurent Hervieu, titulaire de la Légion d'honneur et fait baron de l'Empire à la suite de la bataille de Wagram (1809), étant reconnu pour ses hauts faits d'arme lors des campagnes napoléoniennes  en Italie, Égypte, Autriche, Prusse, Pologne, Allemagne et Russie. Il est le petit-fils de Louis Hervieu, architecte, et fils de Jean-François Hervieu, architecte et compositeur.
Il est marié à l'entrepreneure Khady Touré Hervieu, fille de l'ancien ministre du Commerce du Sénégal Abdourahmane Touré, avec laquelle il a cofondé la maison d’édition Le Grand Saut - Le Laboratoire de l’ascenseur social.

## Ouvrages

### Publications
- Guide du jeune enseignant, Sciences humaines, 6e éd. (2019)  (ISBN 9782361063788)
- Une grande école, pourquoi pas moi ? Le droit au mérite, Armand Colin (2011)  (ISBN 9782200259969)
- Une boussole pour la vie. Les nouveaux rites de passage, Albin Michel (2005)  (ISBN 2226158642)
- Pupitres de la Nation, Alternatives, 3e éd. (1997)  (ISBN 2862271292)
- Demain, je serai journaliste, Gallimard Jeunesse (1999)  (ISBN 2070524469)
- L’Afrique. De l’Algérie au Zimbabwe, Gallimard Jeunesse, 3e éd. (2014)  (ISBN 9782070658152)
- Dakar, l’insoumise, Autrement (2008)  (ISBN 9782746711235)
- Aujourd’hui au Sénégal, Gallimard Jeunesse (2005)  (ISBN 9782070501564)
- Hoy dia en Senegal, Ediciones SM, Espagne (2007)
- Made in Dakar. Actualité de la culture sénégalaise, La Rochette, Sénégal (2011)
- Trente leçons d’hospitalité sénégalaise, Alternatives (2008)

### Contributions à des ouvrages collectifs
- L’Atlas de la Révolution française, tome 4 : Le territoire, EHESS (1989) (ISBN 9782713209420)
- Ainsi change l’école, Autrement (1993)  (ISBN 9782862604305)
- La Franc-maçonnerie, Desclée de Brouwer (1996)  (ISBN 9782220037776)